# محوطه حمام یری
محوطه حمام یری مربوط به دوره اشکانیان - دوره ساسانیان است و در شهرستان ماهنشان، بخش مرکزی، دهستان ماهنشان، ۱8 کيلومتری جنوب روستای آلمالو واقع شده و این اثر در تاریخ ۱۸ اسفند ۱۳۸۷ با شمارهٔ ثبت ۲۵۳۳۶ به‌عنوان یکی از آثار ملی ایران به ثبت رسیده است.